# Tiocetal

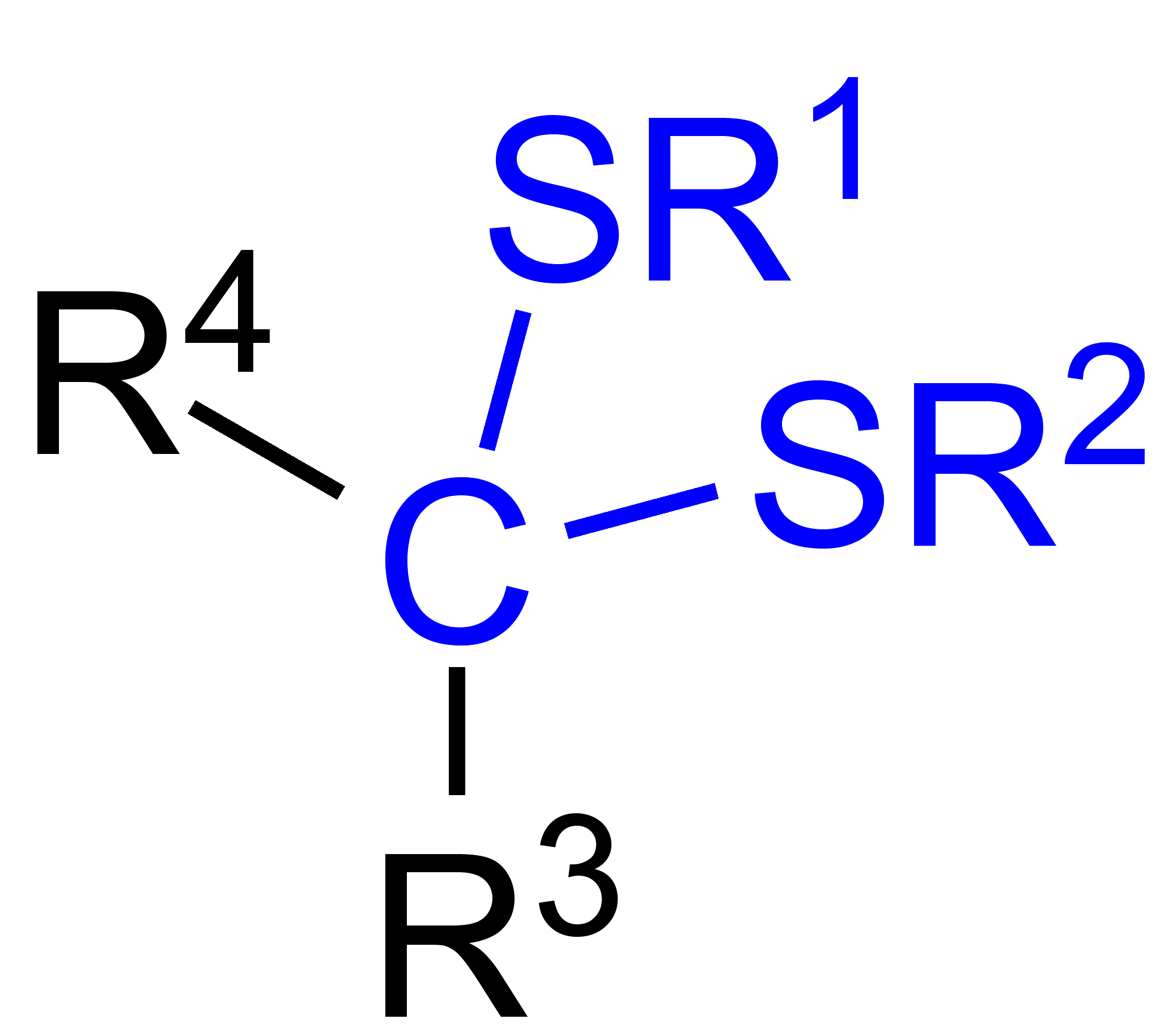
Estrutura química geral de um tiocetal.

Em química orgânica, um tiocetal é o análogo do enxofre de um cetal, com os átomos de oxigênio substituídos por enxofre. Tiocetais pode ser obtido por reação de cetonas com tióis.
As cetonas podem ser reduzidos a alcanos usando a redução de Mozingo, que tem um tiocetal como intermediário. Nesse processo, o tiocetal preparado a partir da cetona é reduzido por hidrogenação catalítica com níquel Raney.